# Бексли (боро Лондона)
Лондонский боро Бексли (англ. London Borough of Bexley, МФА: [ˈbɛksli]о файле) — один из 32 лондонских боро в Великобритании в составе Внешнего Лондона, с местным муниципальным самоуправлением, в его состав включены юго-восточные пригороды Лондона — Бексли, Бекслихит, Крейфорд, Ирит, Уэллинг и частично Сидкап. По состоянию на 2011 год проживало 232 800 человек.

## История
Большинство населённых пунктов на территории Бексли появилось в течение XIX века. Отдельные деревни известны с Книги страшного суда, а деревня Бексли имела собственную хартию с 814 года.
Лондонский боро Бексли был сформирован в 1965 году слиянием районов Бексли, Крейфорд, Ирит и частично района Сидкап.

## Население
По данным переписи 2011 года в боро Бексли проживало 232 800 человек. Из них 20,5 % составили дети (до 15 лет), 61,0 % лица трудоспособного возраста (от 16 до 64 лет) и 18,5 % лица пожилого возраста (от 65 лет и выше).

### Этнический состав
Основные этнические группы, согласно переписи 2007 года:
88,0 % — белые, в том числе 84,0 % — белые британцы, 1,3 % — белые ирландцы и 2,7 % — другие белые (греки, евреи);
4,9 % — чёрные, в том числе 3,6 % — чёрные африканцы (нигерийцы, ганцы), 1,0 % — чёрные карибцы (ямайцы) и 0,3 % — другие чёрные;
3,3 % — выходцы из Южной Азии, в том числе 2,6 % — индийцы, 0,4 % — бенгальцы и 0,3 % — пакистанцы;
1,8 % — метисы, в том числе 0,5 % — чёрные карибцы, смешавшиеся с белыми, 0,5 % — азиаты, смешавшиеся с белыми, 0,3 % — чёрные африканцы, смешавшиеся с белыми и 0,5 % — другие метисы;
0,8 % — китайцы;
0,6 % — другие азиаты (вьетнамцы);
0,6 % — другие.

### Религия
Статистические данные по религии в боро на 2011 год:
| Религия      | Бексли % | Лондон % | Англия % |
| ------------ | -------- | -------- | -------- |
| Христианство | 62,1     | 48,4     | 59,4     |
| Ислам        | 2,4      | 12,4     | 5,0      |
| Сикхизм      | 1,8      | 1,5      | 0,8      |
| Индуизм      | 1,5      | 5,0      | 1,5      |
| Буддизм      | 0,6      | 1,0      | 0,5      |
| Иудаизм      | 0,1      | 1,8      | 0,5      |
| Другие       | 0,3      | 0,6      | 0,4      |
| Нет религии  | 24,1     | 20,7     | 24,7     |
| Не указана   | 7,0      | 8,5      | 7,2      |

## Утилизация отходов
Утилизацию отходов осуществляет компания Cory Riverside Energy, которая собирает мусор на баржах на речных причалах и сжигает его на мусоросжигательном заводе в Бельведере.

## Спорт
В Бексли базируется футбольный клуб Уэллинг Юнайтед.

## Известные жители
- Томас Таунсенд (1733—1800) — британский политик, министр.